# Paulette Cooper

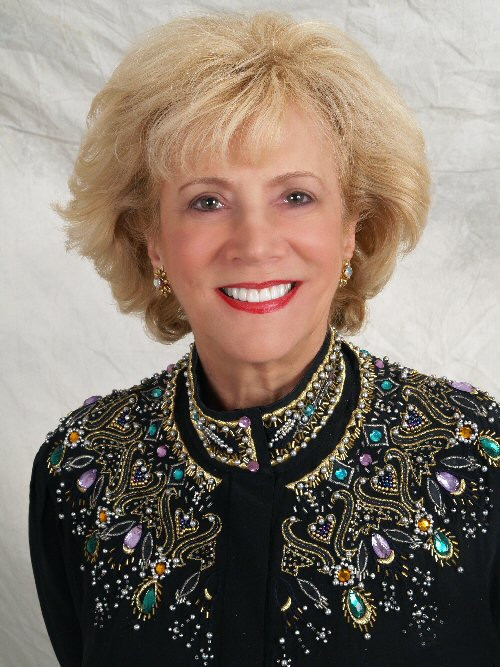
Paulette Cooper

Paulette Cooper (* 26. Juli 1942) ist eine bekannte Kritikerin der Scientology-Kirche und Buchautorin. Sie wurde besonders als Autorin des Buches The Scandal of Scientology bekannt.

## Leben
Cooper studierte an der Brandeis University sowie Psychologie an der Harvard University.
Cooper veröffentlichte mehrere Bücher und über 1000 Beiträge zu Zeitschriften.

## Scientology-Kampagnen gegen Cooper
siehe Hauptartikel → Operation Freakout

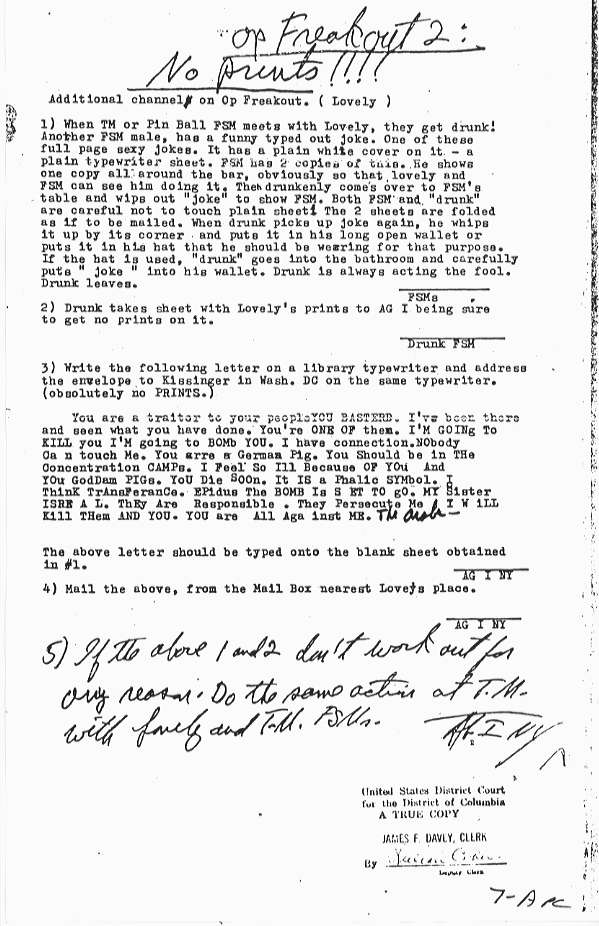
Scientology-Plan zur konspirativen Erlangung von Coopers Fingerabdrücken

Nach Veröffentlichung des Buchs The Scandal of Scientology 1971 startete Scientology mehrere Kampagnen gegen Cooper, um sie zum Schweigen zu bringen. Im Februar 1972 fassten hochrangige Scientology-Funktionäre den Beschluss, gegen Cooper vorzugehen, um sie zu „handhaben.“ Dazu sollten sie und ihr Umfeld zunächst ausgespäht werden. Das Ziel sei, ihre Inhaftierung oder Einweisung in eine psychiatrische Einrichtung zu erreichen. Diese geheimdienstlichen Operation wurden unter den Decknamen Operation Dynamite und Operation Freakout geführt. 1976 wurde das Ziel formuliert, sie „in einer psychiatrischen Einrichtung oder einem Gefängnis einsperren zu lassen oder zumindest so hart zu treffen, dass sie ihre Angriffe aufgibt.“ Ein Dokument zur Operation Freakout vom 1. April 1976 nannte das Ziel, Cooper „aus ihrer Machtposition zu entfernen, so dass sie die CoS [Church of Scientology] nicht länger angreifen kann.“ Als Folge dieser Kampagne war Cooper massiven persönlichen Angriffen von Scientology ausgesetzt. Sie erhielt telefonische Morddrohungen, bei ihren Nachbarn wurde verbreitet, dass sie an ansteckenden Geschlechtskrankheiten leide. Die Scientology-Organisation verklagte ihren Verlag, so dass dieser ihr Buch vorübergehend zurückzog. Scientology-Vertreter aus New York City erstatteten Strafanzeige gegen sie, da sie ihnen eine Bombendrohung geschickt habe. Die polizeilichen Ermittlungen ergaben später, dass Scientology-Anhänger ihr Briefpapier gestohlen und sich die Bombendrohung selbst geschickt hatten. Im Zusammenhang mit den Ermittlungen stellte das FBI bei der Scientology-Organisation 46 Kartons Akten sicher. Sprecher der Organisation bestritten jegliche Verwicklung in die Vorfälle und hielten ihre Beschuldigungen gegen Cooper aufrecht. Cooper ihrerseits verklagte Scientology 1972 auf Schadenersatz. Die jahrelangen Angriffe und Auseinandersetzungen führten dazu, dass sie längere Zeit nicht arbeitsfähig war und sich in therapeutische Behandlung begeben musste.

## Auszeichnungen
1992 verlieh ihr die American Society of Journalists and Authors für ihren Einsatz den Conscience-in-Media Award.

## Werke (Auswahl)
- The Scandal of Scientology, Belmont/Tower Publications, New York, 1971, OCLC 921001
- Let's find out about Halloween, 1972
- Reward (mit Paul Noble), 1994, ISBN 978-0671870201
- Battlefield Scientology: Exposing L. Ron Hubbard's dangerous "religion" (mit Tony Ortega), Polo Publishing of Palm Beach, 2018, ISBN 1727131568
- The Perils of Paulette: My Life as a Stowaway, Tabloid Reporter, Travel Writer, Scientology-Basher, Holocaust Survivor & More, 2022, ISBN 979-8417850950